# ドラえもんのひみつ道具 (み)
ドラえもんのひみつ道具 (み) では、藤子・F・不二雄の漫画『ドラえもん』、『大長編ドラえもん』(VOL.1〜17)、藤子・F・不二雄のその他の著作に登場するひみつ道具のうち 、読みが「み」で始まるものを列挙する。

## 見えなくなる目薬
見えなくなる目薬（みえなくなるめぐすり）は、「見えなくなる目ぐすり」（てんとう虫コミックス第10巻に収録）に登場する。
この目薬を挿すと、他人の姿が見えなくなる。名前はとう明目ぐすりと似ていて紛らわしいが、効能はとう明目ぐすりと反対で、挿した人が透明人間になるわけではない。人が乗って運転する自転車などは自転車だけが走っているように見えるので、目薬を使ったのび太はオバケと勘違いした。

## 味方指わ
味方指わ（みかたゆびわ）は、「味方指わ」（藤子・F・不二雄大全集第16巻に収録）に登場する。
この指輪をつけて拳を握り締めると指輪から光線が放たれ、その光線を浴びせた者を自分の味方につけることができる。なお、2人以上を味方につけた場合、話の内容によっては味方同士で争う事がある。

## 身がわり紙人形
身がわり紙人形（みがわりかみにんぎょう）は、「身がわり紙人形」（てんとう虫コミックス第45巻に収録）に登場する。
この道具を使用すると、本人が嫌がることを紙人形に身がわりとしてやらせることができる。ただし、この紙人形は多少自己中心的な考えも持っており、役目以上の事をしてしまうこともある。雛人形（昔は子供が病気などにならないように川に「身がわり」として流した）をヒントにしている。はたから見るとただのペラペラの紙人形だが、当事者以外の人物はそれを本人と認識することができるし、外観から口などは見当たらないものの食事をする事も可能である。

## 身代わりテレビ
身代わりテレビ（みがわりテレビ）は、「身代わりテレビ」（てんとう虫コミックス『ドラえもんプラス』第2巻に収録）に登場する。
「身代わりテレビA」と「身代わりテレビB」の2つから成る。「B」をかぶると、「A」の画面にかぶった人の顔が映り、「A」のある場所の光景を見たり音声を聞いたりすることができ、温度も感じることができる。また、「B」をかぶった状態で声を出すと、「A」のある方へ伝わる。
また、「B」の側面についたボタンを押すと「A」に手足が生えて思い通りに動くこともできる（その身体能力は「B」をかぶった人に準じており、その人が泳げなければ「A」も泳げない）。いわゆるテレプレゼンスロボット。「B」には他にもボタンがあり、真ん中のボタンを押すと超電導推進により高速で泳げる。もう1つボタンがあるのが確認できるが、その機能は不明。
頭のサイズに限界があるらしく、頭のサイズが大きすぎると被れない設定になっている。

## 身がわりバー
身がわりバー（みがわりバー）は、「身がわりバー」（てんとう虫コミックス『ドラえもんプラス』6巻に収録）に登場する。
2人の人がこのバーの両端をそれぞれ持つと、心はそのままで体だけが入れ替り、互いに相手の姿で行動できる。
同様の機能を持つ道具に「入れかえロープ」、「トッカエ・バー」がある。

## みがわりペンダント
みがわりペンダントは、「みがわりペンダント」（藤子・F・不二雄大全集第5巻に収録）に登場する。
このペンダントを首にかけ、ペンダントに付いている鏡に誰かをうつしながらスイッチを押すと、その相手の姿に変身することができる。
実物以外に写真を鏡にうつすことでも変身できるが、古い白黒写真の場合は、変身した姿も白黒の姿になってしまう。

## 身がわりマイク
身がわりマイク（みがわりマイク）は、「泣くなジャイ子よ」（てんとう虫コミックス第40巻に収録）に登場する。
マイク型の道具で、握りの部分から矢印が突き出ている。この矢印を他の人に向けながらマイクでしゃべると、自分ではなく矢印を向けられた相手が代わりに言葉をしゃべる。

## みこみ予ほう機
声 - 不明（1979.8）→池田優子（1995.6）
みこみ予ほう機（みこみよほうき）は、「答え一発! みこみ予ほう機」（藤子・F・不二雄大全集第8巻に収録）に登場する。
ピエロの玩具のような道具。これから行う物事が成功するか失敗するかを尋ねると、成功の場合はラッパのような音を鳴らし、失敗の場合はアカンベーをする。
ただし、この道具による回答はあくまで「見込み」であり、現状のまま未来を迎えた場合の結果を示している。たとえアカンベーをされても、今後の努力次第では未来を変えることができるとされている。作中ではのび太がしずかと結婚できないと予報されてしまうが、実際には結婚に至っている。

## ミサイルつき原子力潜水艦
ミサイルつき原子力潜水艦（みさいるつきげんしりょくせんすいかん）は、「ラジコン大海戦」（てんとう虫コミックス第14巻に収録）に登場する。
大きさは全長おおよそ4、50センチメートル程度であり、ラジコンで操縦するほか、人間がスモールライトで小さくなって乗り込んで使用することができる。ただしコントローラーは登場しなかった。形状はUボートに似ている。
この道具は道具という範疇に入れるべきでないほどの性能を誇る。小型でありながら本物並みの強度、魚雷、ミサイルを備えている。作品中では魚雷は2発で公園の木製ボートを撃沈している（ただしこの攻撃による人間への目立った損傷はない）。またミサイルは艦対空ミサイル（シースパロー）に相似しており、上空を不規則に飛行するラジコンのうち、4発で2機を撃墜している（さらにもう2機は白煙を上げながら降下している）。ドラえもんが出したこの道具は最終的にのび太の所有物になった。
- 主機関：原子炉（ドラえもんが口にしただけであり未確認）
- 乗員：乗り込んだ場合2名以上（ラジコンでは1名で操艦可能か）
- 武装：魚雷発射管（艦首4門）　対空ミサイル（少なくとも4発を水中同時発射可能）

動力は擬似原子力。原子を構成する素粒子をクォークやサブ・クォークのレベルまで分解して電子に変換する、ニュークリアー・フォース・バッテリー（核力電池）を使用するという。
高性能ミニ潜水艦（こうせいのうミニせんすいかん）
「ラジコン大海戦」（2005年12月31日放送）に登場。原子力についての言及はなかった。

## 水加工用ふりかけ
水加工用ふりかけは、「水加工用ふりかけ」（てんとう虫コミックス第23巻に収録）に登場する。
水を好きなように加工できるふりかけ。種類があって、水にかけると水をそのふりかけの示した物質に変化させる。ただし、水の比熱は保持される模様。
粘土ふりかけ
本物の粘土のように形を自由自在に変える事ができる。これで形を作って他のふりかけで目的相応の質感にするのが水細工の基本工程。「キテレツ大百科」にも同様の効果を齎す「粘土水フィルター」という発明品が登場。
スポンジふりかけ
スポンジのように柔らかくなる。ドラえもんはこれで暑中の昼寝用に「水ぶとん」を作った。
鉄ふりかけ
氷に比べて、鉄のように固くなる。作中ではのび太達はこれで船を作り、スクリュー型のモーターを取り付けて遊んだ。
発泡スチロールふりかけ
発泡スチロールのようになり、折ると「ポリッ」という音がする。
布ふりかけ
布のようにペラペラになり、服として着用する事ができる。ただし、無色透明の水で作ったものは服の下が透き通ってしまう。
ペンキふりかけ
色付けするのに使用。どうやって色を決めるのかは不明。
水もどしふりかけ
ふりかけで加工した水を元の水に戻す。効果は強力で、水もどしで戻した水を別の加工した水にかけるとそれも元の水に戻り、室内で使うと水浸しになってしまう。他のふりかけと間違えて使うと、せっかくの水細工が文字通り「水の泡」になってしまう。「キテレツ大百科」にも上記の粘土水を同様に水に戻すスプレーが登場する(名称不明)。
ふりかけをセットして設計図を入れると、自動的に水で建物を造ってくれる「水ビル建築材」という機械も存在する。

## 水切りのこぎり
水切りのこぎり（みずきりのこぎり）は、「雲の中のプール」（てんとう虫コミックス第14巻に収録）に登場する。
水を切れるのこぎり。こののこぎりを使うと、うき水ガスで固めた雲を、固まったまま切断することができる。

## 水手ぶくろ
水手ぶくろ（みずてぶくろ）は、「ふしぎな海水浴」（てんとう虫コミックススペシャル『ドラえもんカラー作品集』第5巻収録）に登場する。
この手袋を使うと水をつかむことができ、さらに粘土のように水を思いのままの形に作り変えることができ、作中では水の城をドラえもんとのび太が作っている。
名称の初出は「ドラえもん百科 すばらしい道具のいろいろ」（てんとう虫コミックス第6巻に収録）。

## 水ビデオ
水ビデオ（みずビデオ）は、「水はみていた」（てんとう虫コミックス第26巻に収録）に登場する。
モニターの付いた箱のような機械。このモニター部分に水を入れ、機械に付いているダイヤルで時間を指定すると、その時間にその水面に映っていた光景があたかもビデオのように水面に映し出される。見終わった水を瓶などに保存しておけば、いつでも同じ光景を見ることができる。
作中では、ドラえもんが映画館の天井に水入りの瓶を吊るしておくことで、いろいろな映画をビデオソフトのようにコレクションしている。
テレビアニメ第2作第2期では写真をプリントアウトできる機能が追加され、前述のドラえもんの行為も裏山で行われている刑事ドラマの撮影を見るため木に水入りの瓶を吊るという演出に変更された。

## 水ビル建築材
水ビル建築材（みずビルけんちくざい）は、「水加工用ふりかけ」（てんとう虫コミックス第23巻に収録）に登場する。
「水加工用ふりかけ」をセットして使用する機械。造りたい建物の設計図を入れると、ポンプで水をくみ上げてセットしたふりかけで水を加工して排出し、エスキモーのイグルーの様に水のブロックを積み上げ、設計図通りに水の建造物を作ってくれる。「自動万能工事マシン」に似ている。
『ドラえもん全百科（ドラえもんオールひゃっか）』（1979年7月発行）を始めとするひみつ道具の事典では、『ドラえもんひみつ道具完全大事典』（1994年12月発行）より「水ビル建築機」へ修正している。

## 水よけロープ
水よけロープ（みずよけロープ）は、「海に入らず海底を散歩する方法」（てんとう虫コミックス第19巻に収録）に登場する。
この紐を輪に結ぶと、輪の内部には水が入らなくなる。輪の中心に入って使用する。ホースで水をかければ紐の上で水が遮られ、この輪を海の中に持っていけば、その部分だけ輪の形のまま上までぽっかりと穴が開く。紐を跨いで水中に出入りすることも可能。もし船舶がこの輪による穴の上を通ると海底に転落する危険がある。

## みせかけつり針
みせかけつり針（みせかけつりばり）は、「海坊主がつれた!」（てんとう虫コミックス第31巻に収録）に登場する。
この釣針に魚がかかると、細胞が膨張し、前もって指定しておいた倍率の大きさにまで膨れ上がる。作中では10の倍率まで使用していた。生物のみならず、ドラえもんのようなロボットでも釣り針にかかれば膨れ上がる。

## みせかけモテモテバッジ
みせかけモテモテバッジは、「みせかけモテモテバッジで大さわぎ」（てんとう虫コミックス『ドラえもんプラス』第3巻に収録）に登場する。
ドラえもん曰く「モテない男が気やすめに使う、みじめな道具」。ハート型のバッジの中央にあるカメラで、特定の女性の姿や写真などを捉えて記憶させ、そのままバッジを自分が身に着ける。記憶させた女性が近くに現れると、バッジから「モテモテ電波」が放射され、周囲にいる他の女性がバッジを着けた者に寄ってくる。要するに、記憶させた女性に嫉妬心を抱かせて気を向けようとするための道具である（効果の有無は記憶させた女性と使用者の関係による）。
ただし年齢制限はないため、女性ならば幼児だろうと老婆だろうと寄ってくる。バッジで記憶させた女性本人に対しては何の効果もない。

## みせかけ落がきペン
みせかけ落がきペン（みせかけらくがきペン）は、「みせかけ落がきペン」（てんとう虫コミックス『ドラえもんプラス』第4巻に収録）に登場する。
ボールペンのような道具。このペンで輪郭を書いてその中に任意の名前を書くと、そこに本物があるかのように見せかけることができる。ただし実体がないので触れることはできない。

## 見たままスコープ
見たままスコープ（みたままスコープ）は、「見たままスコープ」（てんとう虫コミックス第8巻に収録）に登場する。
映写機と、それにコードで繋がったヘッドギア状の機械で構成される。ヘッドギア状の機械を頭にかぶり、映写機で時間を指定すると、装着者の体験が脳からくまなく掘り起こされ、肉眼で見たままの映像がスクリーンに映写される。ヘッドギアは、映写中は取り外すことができない。

## みたままベレー
みたままベレーは、「みたままベレーで天才画家」（てんとう虫コミック第34巻に収録）に登場する。なお、ここではこの道具と一緒に使われる「自動二十四色ふで」についても記述する。
「みたままベレー」（以下ベレー帽）は、機械で出来ているかのような形状のベレー帽。また「自動二十四色ふで」（以下ふで）は芯の太い鉛筆のような形をしている。
この道具は、ベレー帽をかぶった人が得た視覚情報をベレー帽がキャッチし、その情報をふでに送り、情報を受けたふでは腕や指先の神経細胞を制御して、先の視覚情報を紙などに描き、情報を出力する。出力された絵は「人間カメラ」と呼ばれるほどそっくりな絵になる（大抵の人は「写真」と見間違うほど）。また、眠っている間の夢も描くことができる。人間だけでなく、動物に対しても使用させることができる。作品中でも犬に使用させて、尋ねごとをした。
ベレー帽には過去の視覚情報を取り出すための機能もある。

## 道すじカード
道すじカード（みちすじカード）は、「道すじカード」（てんとう虫コミックススペシャル『ドラえもんカラー作品集』第3巻に収録）に登場する。
このカードに線や矢印などを書き込んで道筋を指定し、物に貼り付けると、その道筋の通りに物を動かすことができる。作中では車のおもちゃやクマのぬいぐるみに使用していたが、タイヤや足のようなもののない、動きそうもないものに使用できるかどうかは不明。

## 道すじカットボード
道すじカットボード（みちすじカットボード）は、「ドラえもんがいなくてもだいじょうぶ!?」（てんとう虫コミックス『ドラえもんプラス』第3巻に収録）に登場する。
ボードと、それにコードで繋がれたペンで構成される。ボードに現在位置付近の道筋の地図が映し出されるので、道筋の適当な区間にペンで線を引くと、その区間がカットされるので、どこでもドアと同様にその区間を飛び越えて移動することができる。
作中で登場したものは、未来デパートから送られてきた試供品のため1回しか使用できなかった。

## 未知とのそうぐう機
未知とのそうぐう機（みちとのそうぐうき）は、「未知とのそうぐう機」（てんとう虫コミックス第17巻に収録）に登場する。
この機械の電波を受けた宇宙人は、たとえ何百光年先にいてもUFOで駆けつけてくる。ドラえもんによると、発明されたばかりの道具だが既に宇宙戦争を起こしかけた（膨大な時間と燃料費をかけてやって来た相手が、興味本位だけで呼ばれたことに怒った）ことがあるという。のび太が興味本位で何度も呼びつけたために怒った宇宙人が宇宙艦隊を地球に向かわせるが、たまたま見つけたビー玉を大変気に入り(彼らの星ではガラスは産出されず、地球のダイヤモンドより価値がある)友情の証として箱一杯プレゼントした事で宇宙戦争の危機を免れた。

## みちび機
みちび機（みちびき）は、「七時に何かがおこる」（てんとう虫コミックス第13巻に収録）に登場する。
困り事や悩み事をうまく解決してくれる道具。神社の鳥居のような形をしていて、困り事や悩み事の内容を言いながら上部のボタンを押すと、額束に相当する位置からおみくじが出てくる。おみくじには相談事の内容に対して取るべき行動が書かれており、おみくじに書かれている通りに行動すれば最も良い形で問題が解決する。
学習シリーズドラえもんのかん字じてんステップ1では、学校の遠足で林の中で迷ったのび太が「林の道を抜ける方法を教えてほしい」とおみくじを出したが、おみくじには「道なら交番に聞こう」と書かれており、のび太は「役立たず」とドラえもんを追い回した。

## ミチビキエンゼル
声 - 横沢啓子（1979.10）→田中真弓（1991.5）→亀井芳子（2005.9）
ミチビキエンゼルは、「ミチビキエンゼル」（てんとう虫コミックス第3巻に収録）に登場する。
天使の姿をした指人形のような道具。言葉を話すことができ、左手にはめて相談すると、その者にとって的確と思える判断を返してくれる。エンゼルの言葉は使用者以外の耳には聞こえない。
ただし、あくまで本人の得になる答えしか返さないため、時にはその結果が他者に迷惑をかけることになることもある（たとえば、のび太がしずかの家を訪問し、のび太が帰宅しなければならなくなったとき、しずかを怒らせるようなことをのび太にさせるなど。極端な例では、壊れそうなドラえもんを見殺しにしてのび太にテスト勉強をさせようとまでした）。
また、手に一度はめると自分では外すことができず（外そうとすると噛み付く）、外すためには他の誰かに外してもらわなければならない。更に、指示に逆らうと髪の毛を引っ張って妨害しようとすることもあるなど、扱いが難しい道具。

## 密閉空間探査機
密閉空間探査機（みっぺいくうかんたんさき）は、「ふたりっきりでなにしてる?」（てんとう虫コミックス第42巻に収録）に登場する。
発掘禁止の古墳や危険で近寄れない火山の内部調査などに使用するのが本来の目的。使い方は、まずスイッチを入れ、地図が表示されるので目的の場所や建築物の位置を探しスイッチを入れるとその位置にある構造物などが立体化されて現れるので、内部を調査したい箇所に針を刺す。そうすると内部がスコープを通じてリアルタイムで映像を得ることができる。スコープに付属するグリップをひねって倍率を調節する。針の位置を変えると、違う箇所や方向からの映像を得ることができる。この道具で立体化された構造物に振動を与えると本物の構造物にも振動が伝わる。
なお、ドラえもん自身は学術研究用の道具で覗きのための道具でないといっているが、ドラえもんもミイちゃんを探すためとはいえ他人の家屋を覗き見していた。ちなみにのび太は正式な名前を聞く前に「これは『よその家のぞき装置』か」と言っていた。
テレビアニメ第2作第2期「ふたりっきりでなにしてる?」（2006年8月4日放送）では名称を「密閉空間探索機」（表記は公式サイトの「ひみつ道具カタログ」にて確認）としている。

## ミニ頭
声 - 井口裕香（左腕）、田村奈央（右足）、青木志貴（右腕）、井上ほの花（左足）（2020.8）
ミニ頭（ミニあたま）は、「手足につけるミニ頭」（藤子・F・不二雄大全集第6巻に収録）に登場する。
腕時計に似た形で、時計にあたる部分に顔がついている。これを手首や足首に巻くと、ミニ頭がもうひとつの頭脳となって手や足を動かし、装着者が眠っている間に手だけで宿題をこなすといったことが可能となる。両手足につければ最大4つのことを同時にできる。
使用に際しては、チューブ入りの「脳みそ」をミニ頭に注入する必要がある。この脳みそが多いほど頭が良くなって高度な仕事をこなせるが、それに比例して我が強くなり、装着者の意向に従わないことが増えてくる。
てんとう虫コミックスでは、第11巻収録「ドラえもん大事典」で紹介されている。
初出当時は唇の厚い黒い顔に描かれていたが、黒人差別につながると判断されたのか、近年の道具百科では『キテレツ大百科』のコロ助の様な顔に変更され、テレビアニメ第2作第2期では赤や緑の配色になっている。

## ミニ雨雲
ミニ雨雲（ミニあまぐも）は、『ドラえもん のび太のねじ巻き都市冒険記』に登場する。
目測2メートル程度の小さな雲に電灯のような紐スイッチが付いており、雨を降らせることができたり、雷を発することができる。
『ドラえもん のび太とアニマル惑星』（大長編のみ）でも、ドラえもんが火事を消そうとする場面で名前だけ登場するものの、作中では使用していない。

## ミニカーガレージ
ミニカーガレージは、「ミニカーガレージ」（てんとう虫コミックススペシャル『ドラえもんカラー作品集』第6巻に収録）に登場する。
自動で動くミニカーが格納されているガレージ。欲しい車種を言うとそれが出てくる。ミニカーは普通の乗用車に限らず、ショベルカーやクレーン車などもある。これらのミニカーは、実用に堪える能力を持つ（ショベルカーは実際に庭に穴を掘ることができ、クレーン車は人間を吊り下げることができるなど）。
『ドラえもん全百科（ドラえもんオールひゃっか）』（1979年7月発行）を始めとするひみつ道具の事典では連綿と「お好みミニカーガレージ」という名称で紹介していたが、『ドラえもん最新ひみつ道具大事典』（2008年9月発行）にて「ミニカーガレージ」へと修正している。
似た道具に「実用ミニカーセット」がある。

## ミニサイズハンググライダー
ミニサイズハンググライダーは、「高層マンション脱出大作戦」（藤子・F・不二雄大全集第17巻に収録）に登場する。
ハンググライダーの小型版。大きさは小学生の身長程度だが、本物同様に空を滑空できる。
作中ではマナブ少年がのび太たちからこれを託されて空を飛んでいることから、操縦は小学生でも憶えられるほど簡単らしい。

## ミニサンタ
ミニサンタは、「ミニサンタ」（てんとう虫コミックス『ドラえもんプラス』第4巻に収録）に登場。
暖炉型の装置。その中からサンタクロースに扮した小型のロボットが出てくる。暖炉の煙突部分に欲しいものを書いた紙を入れて、背面のタイマーをセットすると、その時間にサンタロボットが出てきてプレゼントを渡してくれる。ただし、プレゼントはサンタ同様小型になったものである（機能は普通の物と同じ）。当初からミニチュアの物を望んだ場合は、更なる超小型（風で飛んでしまうほど）の物になる。

## ミニ植物の種
ミニ植物の種（ミニしょくぶつのたね）は、「強いペットがほしい」（てんとう虫コミックス『ドラえもんプラス』第1巻に収録）に登場する。
床などに袋入りの種を蒔くことで、みるみるうちに草が生え、辺り一面がミニサイズの草原になる。

## ミニだこ
ミニだこは、「あげられたこ」（てんとう虫コミックススペシャル『ドラえもんカラー作品集』第2巻に収録）に登場する。
手のひらほどの大きさしかない小さな凧。扇風機の風程度であげることができる。作中の描写で見る限り、凧揚げの室内練習に用いるようである。

## ミニ探検隊
ミニ探検隊（ミニたんけんたい）は、『ドラえもん のび太と竜の騎士』に登場する。
目玉おやじのような、頭が大きな目玉になった小型ロボットが、テントの中に多数入っている。このロボットがあちこちを飛び回り、変わった物を発見して報告する。発見があった場合は、使用者が持っている受信機らしき道具のブザーが鳴る。
探す物の指定はできないらしく、また何を見つけたかはロボットの所へ行かないと確認できない（ロボットが送れるのは発見を知らせる信号のみで、映像や説明は送れない）。地底世界でドラえもんたちがスネ夫を探すために使ったものの、関係ないいろいろな物が見つかり、その都度飛び回る破目になった。

## ミニチュア家具
ミニチュア家具（ミニチュアかぐ）は、『ドラえもん のび太の日本誕生』に登場する。
人形遊び用のような小さな家具。ビッグライトで大きくすることで普通の家具と同様に使用できる。机、いす、たんす、鏡台、流し台などさまざまなものが用意されている。
原始生活での住居作りに使用された。前述の名称は大長編での呼称であり、映画では「ミニ家具」と呼んでいる。

## ミニテレビ局
ミニテレビ局（ミニテレビきょく）は、「ミニテレビ局」（てんとう虫コミックススペシャル『ドラえもんカラー作品集』第3巻に収録）に登場する。
豆粒よりも小さな道具で、虫眼鏡で見るとテレビ局のような建物の形をしている。これを人や動物に付けておき、テレビ（家庭用のもの）の空きチャンネルをつけると、その人や動物が目で見ている景色が画面に映り、耳で聞いた音声が聞こえる。

## ミニ熱気球
ミニ熱気球（ミニねつききゅう）は、「ミニ熱気球」（てんとう虫コミックス第40巻に収録）に登場する。
球皮が目測直径1メートル程度の小さな熱気球。バーナーではなく線香1本の火で上昇する。飛行の様子は専用のモニターテレビで映し出すことができる。
操縦はできないので飛行は風任せだが、気球を送りたい場所に前もって「着地ポイント」を置いておき、「ジェット気流発生機」を作動させると、ポイントまでの気流が発生し、気球をこの気流に乗せることで目的地まで飛行させることができる。
ドラえもんではなく妹のドラミの道具で、気嚢はドラミの姿を象っている。

## ミニハウス
ミニハウスは、「ミニハウスでさわやかな夏」（てんとう虫コミックス第21巻に収録）、「ドンジャラ村のホイ」（てんとう虫コミックス第35巻に収録）に登場する。
ミニチュアの家屋。外見はまるで玩具のようだが、実はれっきとした実用の住居。ガリバートンネルで小さくなった人間がちょうど住める大きさとなっている。乾電池1本で家電すべての電力が賄え、家全体の暖房がスプーン1杯の灯油で済む。もちろん食事も少量で済む。作りは部屋が十。全館冷房、テレビなどの家電製品も充実、広い庭に自然が満ち、プールまであるという、ミニチュアならではの豪華さ。住宅に隣接してエネルギーを生み出していると思われる施設がある。
未来の世界では石油やウラニウムなどの資源節約のため、人々は時折小さくなってこのミニハウスに住んでいるという。ただし小さいと不便なこともあるため、いつも住んでいるわけではない。ジャイアンとスネ夫が使用した際は、ゴキブリ（テレビアニメ第2作第2期ではアリ）が出現し、2人は巨大怪獣に襲われたかのように大騒ぎしている。
また「ドンジャラ村のホイ」では、アマゾンに小人族の住処を作るために使用した。
一方、ひみつ道具ではないが、劇場版『のび太の宇宙小戦争』では静香が持っていたドールハウスをピリカ星から亡命したパピの秘密基地として使った。

## ミニ飛行機
ミニ飛行機（ミニひこうき）は、「大空中戦」（てんとう虫コミックス第12巻に収録）に登場する。
一見すると模型飛行機のようだが、実際に乗って操縦できる。乗る際にはスモールライトなどで小さくなる必要はなく、足を操縦席に近づけるとひとりでに体が小さくなり、操縦席に収まる。操縦席から降りると体は元の大きさに戻る。
最新鋭のジェット機から、第二次世界大戦時の零式艦上戦闘機、古めかしい複葉機までさまざまなタイプがある。航空機関砲らしき武器も装備されており、しかもその機関砲は他のミニ飛行機を撃墜できるだけの威力があるので、ミニ飛行機同士で激しい空中戦を演じることもできる（装備されているのはジェット戦闘機タイプ((テレビアニメ第2作第2期ではYak-38)と零式艦上戦闘機タイプ、複葉機タイプのみ確認できる）。射出座席・パラシュートによる脱出機構も搭載されている。
テレビアニメ第2作第2期では、のび太（射手）と静香（操縦）のペアで「ロッキード ベガ(5～6席の客席なし)」に搭乗。対するジャイアンはYak-38で赤外線ホーミングミサイルR-60による撃墜を図る。最終的にはドラえもんの情報を察知した静香が石焼芋に使う炉にミサイルを誘い右急旋回で回避。戦わずしてミサイルを沈黙させ生還を果たした。因みに各飛行機には信号弾が備わっている他、横のボタンを押しながら何か言うと、後ろから煙が出てきて、その時言った言葉の形に変わる（ひらがな・漢字の変換も可能）。

## ミニ・ブラックホール
ミニ・ブラックホールは、「のび太のブラックホール」（てんとう虫コミックス第26巻に収録）に登場する。
ブラックホールの模型。炊飯器に似た容器に入っており、棒状のもので任意の量を取り出す。豆粒のような欠片を一口食べるだけで、通常の何倍もの食欲を発揮できる。容器に入っているブラックホールを全部食べてしまうと、いくら食べても空腹を訴えるようになるだけでなく、口を開けっ放しにしていると、食べ物に限らず周辺にあるゴミや本、果ては人間までも吸い込んでしまう（ドラえもん曰く「家ひとつを丸ごと飲み込んでしまうほどの力を持っている」。なお『ドラえもん最新ひみつ道具大事典』では、ミニ・ブラックホールを食べたドラえもんが、家どころか地球まで飲み込んでしまった）。
ブラックホール分解液
飲むことで体内のブラックホールを粉々に分解し排出する液体。その際ブラックホールで取り込んだ物もすべていっぺんに排出されるため、狭い場所で分解するとそこが排出されたもので埋め尽くされてしまう。
なお身体のどこからブラックホール等が排出されるかは不明だが、ドラえもんはブラックホールを食べたのび太に分解液を飲んでトイレに行くよう促し、アニメ第2作第2期ではドラえもんも吸い込まれ、排出後に静香から「どうやって出てこられたの？」と問われるものび太と共に恥ずかしそうに「聞かないで」と返している。
ハイパー掃除機
映画『ドラえもん のび太のひみつ道具博物館』に登場するミニ・ブラックホールを付けた掃除機。

## ミニブルドーザー
ミニブルドーザーは、「のび太の地底国」（てんとう虫コミックス第26巻に収録）などに登場する。
玩具のように小さなブルドーザーだが、本物同様に動き、荒地を平らに整地する作業に使用することができる。全自動。
「地球脱出計画」（てんとう虫コミックス『ドラえもんプラス』第2巻に収録）では、このミニブルドーザーと思われる道具のほか、名称は不明だがロードローラーやダンプトラックなども整地に使用している。

## ミニ野球場とミニプレイヤー
ミニ野球場とミニプレイヤー（ミニやきゅうじょうとミニプレイヤー）は、『ドラえもん のび太の宇宙開拓史』に登場する。
自動的に野球の試合をする玩具。プレーヤーの人形の鼻を押すと、押した人に見た目が似、プレーヤーの能力値までも本人に似る。作中で実際に使用されたことはなく（ドラえもんによる試用を除く）、ジャイアンとスネ夫が預かっていっただけである。

## ミニ雪ぐも
ミニ雪ぐも（ミニゆきぐも）は、「ドラえもん大事典」（てんとう虫コミックス第11巻に収録）に登場する。
目測全長2メートル程度の小型の雪雲。紐で繋いでペットのように連れ歩くことができる。本物同様に雪が降り、雪遊びを楽しめる。

## ミニ雷雲
ミニ雷雲（ミニらいうん）は、『ドラえもん のび太と夢幻三剣士』に登場する。
ボンベのような道具から小さな雷雲が無数に出る。小型ながら、本物の雷と同様の激しい落雷を放つ。妖霊軍である鉄の精たちへの攻撃に使用された。
なお映画では「ミニらいうん」ではなく「ミニかみなりぐも」と呼んでいた。
ミニライウン / ミニミニライウン
『ドラミちゃん ミニドラSOS!!!』に登場するミニドラの道具。こちらは、小さな雷雲が1つのみ登場する。ミニドラの説明書では「ミニライウン」と説明されているが、ノビスケに効かなかったことでスネ太は「ミニミニライウン」と呼んでいる。ミニドラの「ミニ雷雲」のため雷雲が1つのみだったのか、「ミニライウン」「ミニミニライウン」という別の道具のためかは不明。

## みの虫式ねぶくろ
みの虫式ねぶくろ（みのむししきねぶくろ）は、「ドンジャラ村のホイ」（てんとう虫コミックス第35巻に収録）などに登場する。
野外で就寝時に使用する寝袋の一種。ミノムシのように高所からぶら下げて使用する。
『ドラえもん のび太のドラビアンナイト』では「みの虫式スリーピングバッグ」の名前で登場する。名前が異なるだけでなく、デザインも若干異なる。
また『ドラえもん のび太とアニマル惑星』で登場する「探検ごっこセット」にも含まれている。

## 耳せん
耳せん（みみせん）は、「恐怖のディナーショー」（てんとう虫コミックス第41巻に収録）に登場する。
ジャイアンのディナーショーに備えるため、ドラえもんが出した耳栓。ジャイアンが料理の味見をして中毒を起こして倒れたために使わずに済んだので効果は不明。同じコマでドラえもんが出していたジャイアン対策用品は「お医者ごっこかばん」「赤まむしドリンク」「成田山のお札」なども混じっている。
「驚音波発振機」（てんとう虫コミックス第17巻に収録）でもやはりジャイアンの歌声に耐えるために耳栓を使ったが、ドラえもんが出した物かは不明。こちらはのび太曰く「していてもズキンズキン響く」。

## 耳バン
耳バン（みみバン）は、『ドラえもん のび太の魔界大冒険』に登場する。
耳に貼って音を遮断する道具。耳栓に比べて効果は絶大で、近くから人が大声で話しかけてきても聞き取れない。ただし、作中では魔界に住む人魚の歌声に効かずに誘い寄せられそうになったところ、ジャイアンのダミ声が耳バンを通って覚醒し、ピンチを切り抜けたりした。
耳バンデラックス（みみバンデラックス）
テレビアニメ第2作第2期「22世紀の大決戦! ドラえもんvs.ドラキュラ（後編）」に登場。耳バンの上位版。これを耳に張ると、指定した音声のみを遮断することができる。しかし、ジャイアンの歌としずかのバイオリンによって限界を超え、しずかのつけていたもの以外壊れてしまった。

## ミミダケとシャベリップ
ミミダケとシャベリップは、「ないしょ話…」（てんとう虫コミックス『ドラえもんプラス』第5巻に収録）に登場する。
「ミミダケ」は耳を象ったキノコで、菌糸の粉末が瓶詰めに入っている。「シャベリップ」は花びらが唇を象ったチューリップのような鉢植え。菌糸を木に植えておくと、周囲の音を栄養にしてミミダケが育つ。成長したミミダケを摘んでシャベリップの葉に乗せると、ミミダケが育つまでに聞いた音がシャベリップの花びらから聴こえる。つまりミミダケが録音テープとマイク、シャベリップが再生機に相当する。

## 未来小切手帳
未来小切手帳（みらいこぎってちょう）は、「お金がわいて出た話」（てんとう虫コミックス第18巻に収録）に登場する。
金額とサインを書き込むことで、現金の代りに支払の手段として使用できる。実際の小切手と違って銀行口座などなくても使用できるが、実はサインした主が未来でもらう予定の現金を先取りしているに過ぎず、小切手を使った後に小遣いなどで現金を手に入れると、それが忽然と消滅する。クレジットカードの一種というとらえ方も可能。
のび太はこの仕組みを知らずに調子に乗って小切手を多用したため、43歳の夏のボーナスまで使い込む羽目になった（要するにカード破産に近い状態）。なおそれを知ったドラえもんの言葉から察するに、買った品物を返品（現金後払いでも同じ）して小切手を取り戻せば効果は消えるらしい。
テレビアニメ第2作第2期ではスネ夫よりも金持ちの外国人が転校してきた際、嫉妬したスネ夫が見栄を張って小切手を多用し、年を取っても現金が手に入らない状態になるという設定に変えられた。
原作の表紙には「我友銀行」と書かれているが、テレビアニメ第2作第2期では「未来銀行」と書かれていた。

## 未来図書券
未来図書券（みらいとしょけん）は、「未来図書券」（てんとう虫コミックス第41巻に収録）に登場する。
未来に発行される本を取り寄せることができる。22世紀のような遠い未来の物でも、数日後、数週間後といった手近な未来の物でも買える。
なお、初出当時図書カードはまだ存在しておらず、元ネタの図書券も2005年に販売を終了した。

## 未来の最新型8ミリ
未来の最新型8ミリ（みらいのさいしんがた8ミリ）は、「こっそりカメラ」（てんとう虫コミックス第15巻に収録）に登場する。
未来の世界の最新型8ミリの撮影機および映写機。「8ミリさつえいき」本体と、コンタクトレンズに似た「電送レンズ」とで構成される。レンズを誰かの体につけておくと、撮影機を向けていなくても、つけた相手の行く先々が自動的にフィルムに記録される（どうやって視点を設定しているか不明だが、レンズを付けられた者自身も記録画像に写る）。撮影機自体が映写機も兼ねており、撮影後はフィルムを巻き戻すだけでそのまま壁などに映写できる。また「8ミリ」といえども、映像だけでなく音声も同時に記録される。
作中では、のび太の行動を盗撮してのび太を笑い者にしたスネ夫に仕返しする為に使用。レンズをスネ夫に付けようとしたが、レンズが風に飛ばされて野良猫に付いてしまった。そのまま静香達の行動を撮影したが、その夜に静香達（スネ夫は行かなかった）がのび太の家に訪れ、フィルムを見せてくれとせがまれ、ドラえもん達は見せるかどうか困っていた。原作では静香達がフィルムを見ている隙にドラえもん達がこっそり逃げようとする所で話が終わったが、テレビアニメ第2作第1期ではフィルムを見た静香達が激怒し、のび太達を訴える所で話が終わっている。リメイク版ではレンズをスネ夫の飼い猫・チルチルに付けており、菓子作りに失敗して泣く静香、少女漫画を見て泣くジャイアン、チルチルに驚いてお漏らしをするスネ夫、キャッチボールで神成さんの窓ガラスを割って逃げる安雄、塾をサボって本屋で立ち読みをするはる夫を撮影した。フィルムを見に来た静香達にのび太は「フィルムを見ても怒らないと約束するなら見せる」と言い、静香達は承諾したが、フィルムを見た静香達は約束を破って激怒し、のび太達は「怒らないって約束したじゃないか?」「文句があるならチルチルに言って!」と逃げる所で話が終わった。

## 未来の宇宙船
未来の宇宙船（みらいのうちゅうせん）は、「宝星」（てんとう虫コミックス第44巻に収録）に登場する。
宇宙空間は真空だから形にこだわらなくても良いという理由で、一般的な宇宙船には似ておらず、外観は帆船に酷似している。テレビアニメ第2作第1期「宝星探査ロケット」（1997年10月4日放送）に登場した宇宙船は招き猫を象ったものになっている。
動力は反重力エンジンと光子エンジンを併用。ワープ航法も可能で、地球からアンドロメダ星雲付近まであっという間にたどり着くほどの性能を持つ。
作中では単に「宇宙船」としか呼ばれていない。「未来の宇宙船」という名称の初出はテレビアニメ第2作第2期「宝星」（2005年10月21日放送）による（表記は公式サイトの「ひみつ道具カタログ」にて確認）。

## 未来の小学四年生
未来の小学四年生（みらいのしょうがくよねんせい）は、「百年後のフロク」（てんとう虫コミックス第10巻に収録）に登場する。
22世紀にてセワシが購読している未来の雑誌（『小学四年生』2125年2月号）。刊行物のため、正確にはドラえもんの道具ではない。見た目は小さいが、開くと巨大化し絵や写真も動く。ちなみに文章は書かれていないが、音声が流れ、文章の代わりを務める。記事には、月面にあるという「宇宙動物パーク」の取材を掲載している。おもな連載作品は以下のとおり。
モライモンとヒロイモン
声 - 不明（1979.12）→千葉一伸、岩永哲哉（1997.1）
ドラえもん似の2人組のロボットが出演する漫画。
プラスチックの靴
ロボットのバレリーナが出演する漫画。
ナイン・テン
宇宙空間を舞台にした野球漫画。
エスパーママ
声 - 設楽麻美（2017.6）
テレビアニメ第2作第2期のみ登場。
幼い娘を持ち、超能力が使える母親が出演する漫画。題名の語感とテレポート用の道具は「エスパー魔美」を彷彿とさせる。
おもな付録は以下のとおり。
算数名コーチ
声 - 不明（1979.12）→白熊寛嗣（2017.6）
本から幽霊のような姿をしたコーチが現れ、算数を解説してくれる。だがその内容は数学レベル（代数、自乗、平方根が使われた複雑な数式）で、のび太にはまるで理解できなかった。テレビアニメ第2作第2期では学年ごとに分かれている。
クイズパズル百科
ドラえもんが大笑いするほどの傑作らしい、「アルファがベータをかっぱらったら、イプシロンした。なぜだろう」というクイズもある。のび太にはピンとこなかった。
ジューンのハウスセット 着せ替え付き
開くと巨大化し、実物大の家を組み立てられる女の子向けの付録。ジューン（22世紀の人気アイドル）の人形も実物大で立体的なため、スネ夫が着せ替えをしているところを目撃してしまい、のび太が女の子を脱がしていると誤解した。
びっくり立体スコープ
恐竜やロケットなどのリアルな立体映像が、その場に実物が現れたかのように映し出される。
日本一周大旅行ゲーム
未来のすごろく。参加者は専用のサイコロを一個ずつ持ち、これを振ると盤上で指定された地域へ本当に瞬間移動する。サイコロは参加者同士の通信や地図表示の機能も持つ。
ペーパークラフト空飛ぶ乗り物セット
テレビアニメ第2作第2期のみ登場。
パラシュート、ジェット機、ヘリコプターの三種類があり、作ってからパラシュートをポケットに入れてジェット機もしくはヘリコプターで空を飛び（手に乗る大きさだが人が掴まり飛べる）、上空からパラシュートで降りると言う物。パラシュートが一番簡単で、ジェット機が一番難しい。
ちなみに、この中の「日本一周大旅行ゲーム」と同名のゲームが、この作品が掲載された『小学四年生』（1976年2月号）の付録だった。また、その他の付録や記事、連載漫画も掲載された時のものをモチーフとしたものだった。
なお、実際の『小学四年生』は2012年に休刊しており、テレビアニメ第2作第2期（2017年6月23日放送）では『月刊コロコロコミック』のパロディである「未来のゴロゴロコミック2125年6月号」に変更されている。

## 未来のチョコQ
未来のチョコQ（みらいのチョコキュー）は、「改造チョコQ」（てんとう虫コミックス第31巻に収録）に登場する。
「チョコQ」というのはデフォルメされた車の玩具「チョロQ」のパロディ。見た目は現代のものと変わらないが、ゼンマイひと巻きで100メートル走る馬力がある。のび太は「万能改造自動ドライバー」を使って、小さくなって乗れば運転できる機能と、「スモールライト」と「ビッグライト」のヘッドライトを組み込んだ。
テレビアニメ第2作第1期「改造チビ四駆」（1991年5月10日放送）では名称を「未来のチビ四駆」としている。

## 未来のルームマラソン
未来のルームマラソン（みらいのルームマラソン）は、「のび太が九州まで走った!!」（てんとう虫コミックス第18巻に収録）に登場する。
見た目は一般的なトレッドミルだが、使う人は実際に走る景色を楽しめる。つまり1キロメートル走ると、実際に1キロメートル先の景色が見える。走る速度も変えることができるため、のび太は百倍のスピードで九州の長崎まで踏破した。ドアや壁、自動車をすり抜けることもできる。
作中では「未来のルームマラソン」あるいは「ルームマラソン」と呼んでいる。ひみつ道具の事典では、『ドラえもん全百科（ドラえもんオールひゃっか）』に初めて掲載した時点では名称を「未来のルームマラソン機」としていたが、『ドラえもんひみつ大事典』（1985年5月発行）より「未来のルームマラソン」へ修正している。

## 未来ラジオ
未来ラジオ（みらいラジオ）は、「未来ラジオ」（てんとう虫コミックス『ドラえもんプラス』第1巻に収録）に登場する。
未来の時刻を設定して使用すると、未来にその場で発生する音声が再生される。